# Les Drames de la vie
 (mars 2024).
Si vous disposez d'ouvrages ou d'articles de référence ou si vous connaissez des sites web de qualité traitant du thème abordé ici, merci de compléter l'article en donnant les références utiles à sa vérifiabilité et en les liant à la section « Notes et références ».
La collection Les Drames de la vie est une collection de romans sentimentaux aux Éditions de Lutèce créée vers 1960,

## Liste des titres
1. Joli brin d'amour par D'Aulnoy[1]
2. De l'amour et des larmes par Maxime Max
3. La Fille aux yeux clairs par Maxime Max
4. Petite Miette par D'Aulnoy
5. Un Agneau parmi les loups par D'Aulnoy
6. L'Amour après l'épreuve par D'Aulnoy
7. Pauvre et fière par D'Aulnoy
8. Mademoiselle sans passé par Maryl Constant
9. L'Ange des taudis par J. d'Orliac
10. Graine de misère par J. d'Orsel
11. L'Abandonnée par Maxime Max
12. Les Racines du cœur par Maxime Max
13. Amours tourmentés par J. Barclay
14. Petite comtesse par G. Harley
15. La Sauvageonne par J. d'Orliac
16. Seule pour lutter par L. d'Armont
17. Trop jolie par Ch. Sidney
18. La Faute de Sylvie par H. Rancy
19. Élina et l'aventure par G. Sorly
20. L'Orpheline par J. d'Orliac
21. La Vengeance d'Ariane par J. d'Arly
22. Dans la tempête par P. Réal
23. Les Inquiétudes d'un cœur par Maryl Constant
24. Mademoiselle Mystère par J. Reynie
25. Voleuse d'amour par J. Reynold
26. L'Intrigante par A. Clary
27. Une Tragique nuit de Noël par J. Starley
28. Le Calvaire de Marjorie par Ch. de Rosay
29. Et leurs lèvres s'unirent par Maryl Constant
30. L'Inconnue sous la neige par S. Harvey
31. À cœur perdu par S. Harvey
32. Seule dans la vie par S. Harvey
33. Disparue par L. de Garay
34. Voleuse d'enfant  par R. Faverey
35. Tourments par J. Charley
36. La Vengeance de Pascale par Maryl Constant
37. Cruel amour par H. Garvey
38. Chagrin d'amour par L. Barclay
39. Le Bonheur vient enfin par E. Barclay
40. Secret d'amour par Sergine Montar
41. Belle-mère et belle-fille par Maryl Constant
42. Un Tendre amour par Maryl Constant
43. La Tour des amoureux par E. Nolley
44. Lutte pour l'amour par J. Reynold
45. Le Miracle de l'amour par L. Hervey
46. Pas de mariage sans amour par Maryl Constant
47. Deux amours, un secret par G. Harold
48. Les Malheurs de Blandine par Maryl Constant
49. Tendre bonheur par J. Berkley
50. La Sauvageonne par J. d'Orliac